# Zigaretten-Bilderdienst Hamburg
Der Zigaretten-Bilderdienst mit Sitz in Bahrenfeld in Hamburg-Altona war ein von den Reemtsma Cigarettenfabriken gegründetes Unternehmen zum Vertrieb von Zigarettenbildern. Hauptzweck war die Heranführung insbesondere junger Menschen an die Reemtsma-Zigaretten-Marken.

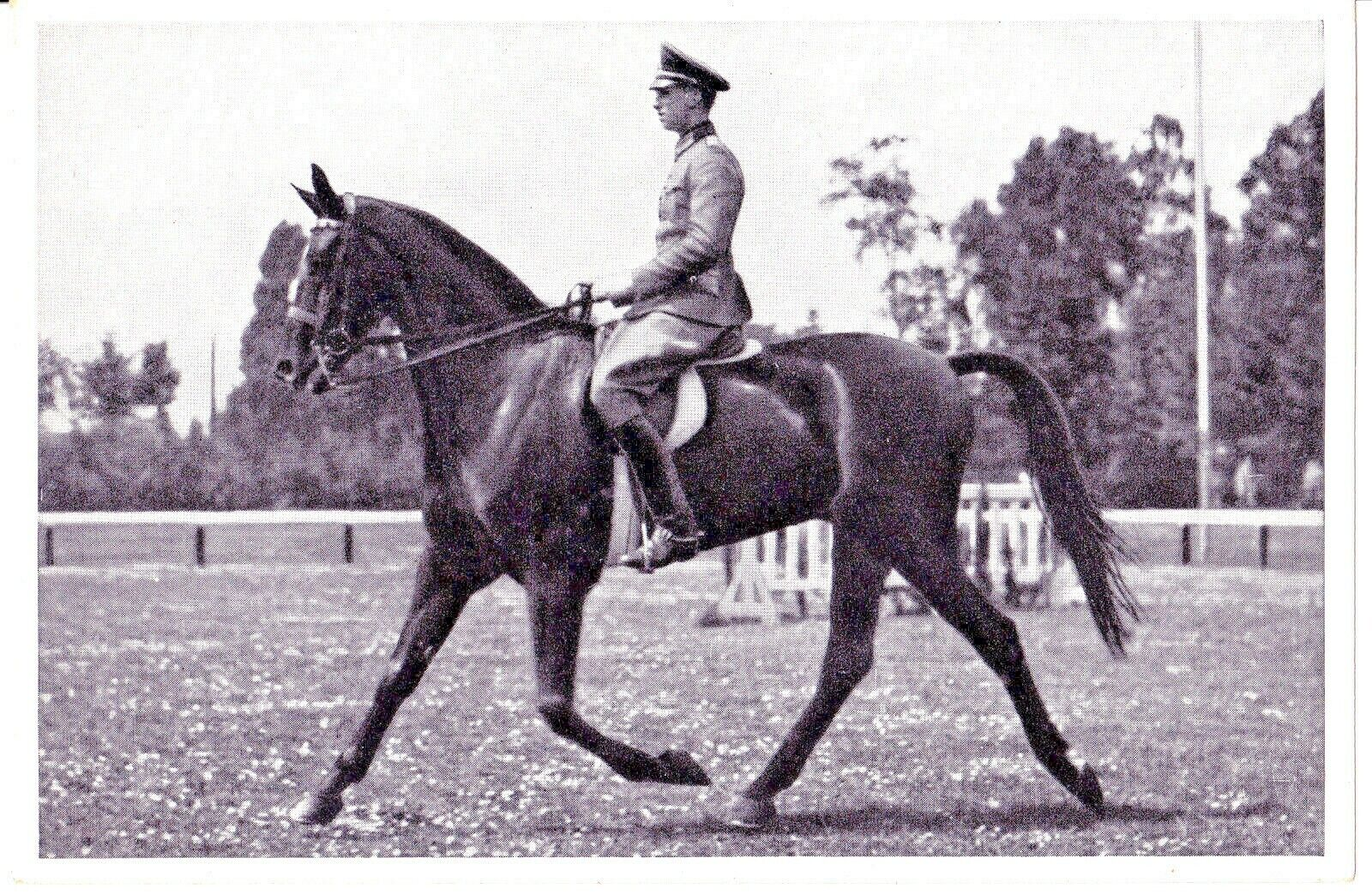
„Sieger im Dressurreiten Oberleutnant Pollay (Deutschland) auf dem Ostpreußen Kronos“;
Foto: Max Schirner, Olympische Sommerspiele 1936, „Sammelwerk Nr. 14, Olympia 1936 - Band II, Bild Nr. 182 - Gruppe 57“

Hatte Reemtsma anfänglich noch nur aufgekaufte Unternehmen mit der Herstellung von Sammelbildern zur Eigenbewerbung beauftragt, trat der Tabakwarenhersteller ab 1932 mit dem eigenen Bilderdienst selbst als Herausgeber auf den Markt und „führte dabei ein neues Bilderscheck-System“ ein. Mit nur rund 150 Beschäftigten entwickelte sich der Hamburger Bilderdienst zur Zeit des Nationalsozialismus rasch zu einem der größten Verlagshäuser im „Dritten Reich.“
Noch während des Zweiten Weltkriegs lieferte der Bilderdienst bis zu den Luftangriffen auf Hamburg im Jahr 1943 mehr als 4 Milliarden Bilder aus und verkaufte knapp 19 Millionen Alben.

## Alben (Auswahl)
- Moderne Malerei. Vom Impressionismus bis zur Gegenwart, 1933
- Hermann T. Wiemann (Verf.): Gestalten der Weltgeschichte. Zeitgenössische Miniaturen berühmter Persönlichkeiten aus vier Jahrhunderten, 501.–550. Tsd., 1933
- Heinrich Hoffmann (künstl. Bearb.), Wilfrid Bade (Text), Felix Albrecht (Buchschmuck): Deutschland erwacht. Werden, Kampf und Sieg der NSDAP, 1933
- 976.–1075. Tsd., um 1938
- Heinrich Hoffmann (künstl. Bearb.): Adolf Hitler, 301.–400. Tsd., Hamburg: Altona / Bahrenfeld: Cigaretten-Bilderdienst, circa 1936
  - (= Nacionalsocialismo, Band 8), 150 Seiten mit zahlreichen Illustrationen und einem Poster, Nachdruck der Ausgabe von 1933, 301.–400. Tsd., Buenos Aires, Argentina: Edition LADO, Colección Fuentes Históricas, 1949?
- Oskar Hermann Werner Hadank: Deutsche Kulturbilder. Deutsches Leben in 5 Jahrhunderten. 1400–1900, 366.–395. Tsd., 1934
- Oskar Kalbus: Vom Werden deutscher Filmkunst, 1935,
  - Band 1: Der stumme Film
  - Band 2: Der Tonfilm
- Bilder deutscher Geschichte, 391.–450. Tsd., 1936
- Die Olympischen Spiele 1936 in Berlin und Garmisch-Partenkirchen. Olympia 1936, 2 Bände, 1936
- Walter Noeldner:  Pflanzen unserer Heimat, 576.–675. Tsd., 1937
- Ludwig Zukowsky: Aus Wald und Flur. Tiere unserer Heimat, 1938
- Hermann T. Wiemann (Verf.), 1938:
  - Die Malerei der Renaissance
  - Die Malerei der Gotik und Frührenaissance
  - Die Malerei des Barock; Inhaltsverzeichnis
- Paul Alverdes (Bearb.): Deutsche Märchen, 631.–730. Tsd., 1939
- Ernst Lewalter: Raubstaat England, 501.–700. Tsd., 1941